# 阿尔汉格尔斯科耶农村居民点 (沃洛格达州)
阿尔汉格尔斯科耶农村居民点（俄语：Сельское поселение Архангельское）是俄罗斯联邦沃洛格达州索科尔区所属的一个农村居民点。其下辖有37个居民点，行政中心为阿尔汉格尔斯科耶。据2015年统计，该农村居民点的人口为538人。